# Klinična psihologija
Klinična psihologija je psihološka znanstvena disciplina, ki uporablja različne psihološke teorije za teoretsko pojasnjevanje, merjenje oziroma ocenjevanje ter zdravljenje oziroma obravnavo odklonov od normalnih vedenjskih, mentalnih in čustvenih procesov, z eno besedo psihopatologije. 
Klinični psihologi se tradicionalno posvečajo diagnostiki, svetovanju in psihoterapiji klientov s podobnimi motnjami kot psihiatri, vendar za razliko od slednjih poleg psihoterapije ne uporabljajo drugih sredstev za zdravljenje  motenj, kot to počnejo v skladu z biomedicinskim modelom bolezni specialisti medicine-psihiatri. Klinični psihologi uporabljajo model znanstvenika-praktika, v katerem se klinične probleme formulira kot hipoteze, ki jih je treba testirati v toku komunikacije s klientom.  Nekateri se specializirajo za obravnavo pacientov s poškodbami možganov, kar se imenuje tudi klinična nevropsihologija in vključuje učenje ponovnega prisvajanja izgubljenih spretnosti (govora, pisanja, ipd.).